# Begonia subcostata
Begonia subcostata là một loài thực vật có hoa trong họ Thu hải đường. Loài này được Rusby mô tả khoa học đầu tiên năm 1920.